# Joseph Pignatelli
Joseph Pignatelli (* 27. Dezember 1737 in Saragossa, Spanien; † 15. November 1811 in Neapel, Italien) war ein spanischer Jesuit und Priester. Er ist ein Heiliger der katholischen Kirche.
Joseph wurde 16-jährig Mitglied des Jesuitenordens. Nach absolvierten Studien der Theologie und Philosophie in Saragossa empfing er 1762 die Priesterweihe. Als 1767 die spanische Regierung alle Jesuiten aus dem Land wies, schloss er sich den anderen 400 Ordensangehörigen an, die auf einer Schifffahrt von Spanien ins Exil nach Korsika und nach Italien verschleppt wurden. Ab der offiziellen Auflösung des Jesuitenordens im Jahr 1773 durch Papst Clemens XIV. wirkte er als Diözesanpriester in Bologna. 1793 gründeten Jesuiten aus Russland, wo die Ordensprovinz noch bestand, wieder eine Kommunität in Colorno, wo Joseph seine Gelübde erneuern konnte. 1799 wurde er Novizenmeister in Colorno. 1803 wurde Joseph zum Provinzial von Italien ernannt. Damit konnte er wieder mit all seinen Kräften an der Wiederherstellung des Ordens mitwirken. Dank seines Wirkens war ab 1807 die Ordensgemeinschaft in Sizilien wieder tätig. Er starb drei Jahre vor der vollkommenen Zulassung des Ordens.
Joseph wurde von Papst Pius XI. 1933 selig- und 1954 von Papst Pius XII. heiliggesprochen.